# 이승현 (1985년 7월)
이승현(1985년 7월 25일 ~ )은 대한민국의 전 축구 선수로 현역 시절 포지션은 윙어였다. 현재 부산 아이파크 스카우트로 재직중이다.

## 개요
대구광역시 출생으로 청구고등학교, 한양대학교를 졸업하였다. 빠른 스피드로 인하여 '스피드 레이서'라는 별명을 얻었다. 비슷한 외모 때문에 '보거스는 내 친구'의 캐릭터인 '보거스'라는 별명이 붙기도 하였다.

## 축구인 생활

### 선수 생활
2006년 부산 아이파크에서 데뷔하여, 좋은 활약을 펼치며 주전 자리를 차지하였다. 2007년 십자인대 파열 부상을 당한 후 슬럼프를 겪기도 하였지만, 팀의 중심 선수로 활약하였다. 2007년 터키 수페르리그의 베식타시 JK로부터 이적설이 떠돌기도 하였다.
2011년 1월 11일, 정성훈과 함께 전북 현대 모터스로 이적하였다.
2013시즌을 앞두고 상주 상무에 입대했다. 2013년 12월 4일에 열린 강원 FC와의 승강플레이오프 1차전 경기에서 후반 26분 골을 넣으며 팀의 승격에 기여했다.
2016시즌을 앞두고 K리그 클래식으로 승격한 수원 FC에 입단했다. 입단 첫 시즌인 2016시즌 수원 FC의 주장으로 선임되었다. 2016시즌을 마치고 수원 FC가 K리그 챌린지로 강등을 당했지만 팀에 남게 되었다.
2020시즌을 앞두고 K3리그의 강릉시청에 입단했다.

### 국가대표 생활
2009년 8월 12일 파라과이와의 친선경기에서 A매치에 데뷔하였다.

## 수상

### 클럽

#### 상주 상무
- K리그 챌린지
  - 우승 1회 : 2013

## 경력

### 선수 경력
- 2006년 ~ 2011년  부산 아이파크
- 2011년 ~ 2015년  전북 현대 모터스
- 2016년 ~ 2019년  수원 FC
- 2020년  강릉시청